# Hans Erich Troje
Hans Erich Troje (* 28. April 1934 in Göttingen; † 11. Oktober 2017 in Kelkheim) war ein deutscher Rechtswissenschaftler.
Der Sohn von Emmy Troje, geborene Weiß, und des Pastors Kurt Troje legte das Abitur an dem humanistischen Max-Planck-Gymnasium in Göttingen Ostern 1954 ab. Er war evangelisch und studierte zunächst Theologie und dann Rechtswissenschaften in Göttingen (bis 1955), Berlin (1955–1957) und Freiburg im Breisgau (1957–1959). Im Jahr 1959 heiratete er Elisabeth Heimpel, die Tochter des Historikers Hermann Heimpel, mit der er vier Kinder (Nikolaus, Christian, Dorothee und Konstantin) hatte. Er wurde 1961 an der Albert-Ludwigs-Universität Freiburg bei Fritz Pringsheim zum Doktor der Rechtswissenschaft promoviert. Von 1964 bis 1971 war er als wissenschaftlicher Mitarbeiter beim Max-Planck-Institut für europäische Rechtsgeschichte in Frankfurt am Main tätig, dessen Direktoren Helmut Coing und Dieter Simon seine akademischen Lehrer waren. Er habilitierte sich an der Johann Wolfgang Goethe-Universität in Frankfurt am Main 1969. Im Jahr 1971 wurde er Professor für Römisches Recht, Deutsche Rechtsgeschichte, Rechtstheorie und Bürgerliches Recht an der Johann Wolfgang Goethe-Universität Frankfurt am Main.
Zu Trojes Forschungsschwerpunkten gehörte die humanistische Jurisprudenz als Bestandteil der Rezeptionsgeschichte des römischen Rechts, aber auch die Rechtsdidaktik und das Familienrecht. Von 1983 bis 1991 war Troje Familienrichter am OLG Frankfurt.
In seiner Freizeit spielte er Klavier und Orgel. Zudem betrieb er das Bergsteigen und erkletterte 1975 das Matterhorn.

## Schriften (Auswahl)
- Graeca leguntur. Die Aneignung des byzantinischen Rechts und die Entstehung eines humanistischen Corpus iuris civilis in der Jurisprudenz des 16. Jahrhunderts (= Forschungen zur Neueren Privatrechtsgeschichte. Band 18). Böhlau, Köln u. a. 1971.
- Europa und griechisches Recht. 1971.
- Die Literatur des gemeinen Rechts unter dem Einfluß des Humanismus. 1977.
- Juristenausbildung heute. 1979
- Gestohlene Liebe. Zum Problem der Rettung der Ehe (= problemata. Band 120). frommannholzboog, Stuttgart 1988.
- Gestohlene Liebe. Zur Archäologie der Ehe – ein Rettungsversuch. Deutscher Taschenbuchverlag, München 1992, ISBN 3-423-35052-0.
- Humanistische Jurisprudenz. Studien zur europäischen Rechtswissenschaft unter dem Einfluß des Humanismus (= Bibliotheca Eruditorum. Internationale Bibliothek der Wissenschaften. Band 6). Goldbach, Keip 1993.
- „Illusione“ – Ein Gelehrtenroman. Bodenheim, Syndikat 1993.
- Das Unfassbare der Frau. Von der Einzigartigkeit des Michelangelo Antonioni; Chronik einer Liebe. ars una, Neuried 1995.
- Gegenpositionen. Aspekte zur Zukunft von Ehe und Familie (= Rechtsgeschichte und Geschlechterforschung. Band 10). Böhlau, Köln u. a. 2009, ISBN 978-3-412-20342-9.
- Crisis digestorum. Studien zur historia pandectarum (= Studien zur europäischen Rechtsgeschichte, Veröffentlichungen des Max-Planck-Instituts für europäische Rechtsgeschichte. Band 264). Klostermann, Frankfurt am Main 2011.